# Beato de Valcavado
El Beato de Valcavado es un manuscrito —copia de los Comentarios al Apocalipsis de San Juan de Beato de Liébana—, escrito e iluminado por un monje llamado Oveco en el año 970, en el antiguo monasterio de Nuestra Señora de Valcavado de la provincia de Palencia. Se encuentra en la  Biblioteca Histórica de Santa Cruz de Valladolid.

## Historia
En el año 970 bajo el reinado de Ramiro III, residía en el monasterio de Valcavado un monje, que después llegó a ser santo, llamado Oveco que copió y realizó miniaturas de un beato en hojas de pergamino, por orden de su abad Sempronio. El original del mismo fue escrito por San Beato en el monasterio de Santo Toribio de Liébana (también conocido como Sant Martín de Liébana) entre los años 765-775, y se hicieron unas 32 copias. El manuscrito de Oveco se conservó en la iglesia de la localidad hasta el siglo XVI, desde donde pasó a León y después a Madrid a manos de un secretario de Felipe II de España. En el siglo XVII se encontraba en el Colegio de jesuitas de San Ambrosio en Valladolid, y cuando por orden de Carlos III se expulsó a los jesuitas, todo el contenido de la biblioteca pasó a la Universidad de Valladolid.

## Descripción
Es conocido también con el nombre de Beato de Valladolid. Consta de 230 folios (más catorce desaparecidos) de 35,5 x 24,5 cm y contiene en total 87 miniaturas y numerosas letras capitales conservadas en buen estado. La técnica se realizó con el barnizado a la cera sobre el pergamino, y con pigmentos de azurita, malaquita y cinabrio realizados por medio de mezcla de huevo, miel o cola, consiguiendo así unos colores vivos. Las figuras de los personajes limitan su dibujo con una línea y su expresividad se muestra en los grandes ojos almendrados. En muchos márgenes de las páginas se encuentran numerosas anotaciones  añadidas por el propio autor, seguramente durante la revisión  de su trabajo y otras posteriores realizadas en otros siglos.
La elaboración del manuscrito se realizó en un plazo muy corto, del 8 de junio al 9 de septiembre del año 970, en el folio 3 se encuentra, dando confirmación a estas fechas, esta inscripción: «Initiatus est liber iste Apocalipsis Joahnni VI idus junius et pinibit exaratus VI idus septembris sub era VIII».
Una de las primeras frases que se pueden leer en el beato es: «Hoc opus tu fieret prae-dictus Abbas Sempronius instanter egit, cui ego Oveco indignus mente obediens devota depinxi». También se añade la fecha con estas palabras: «Anno Domini 970».

## Europeana 280
En abril de 2016, el códice «Beato de Valcavado» fue seleccionada como una de las quince obras artísticas más importantes de España por el proyecto Europeana.

## Galería
|  |  |